# 青姦

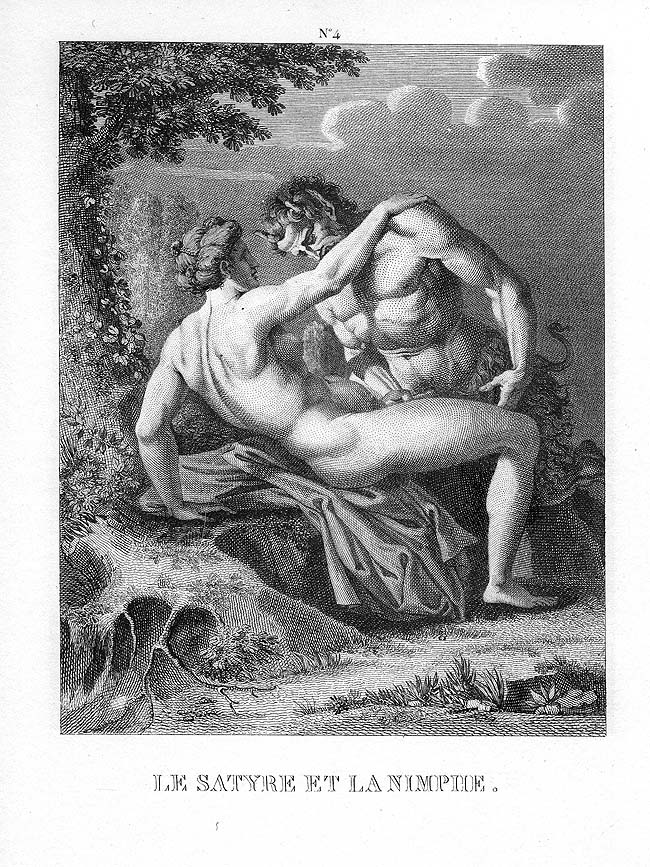
青姦を描いた芸術作品『サテュロスとニンフ』 アゴスティーノ・カラッチ(1557-1602)

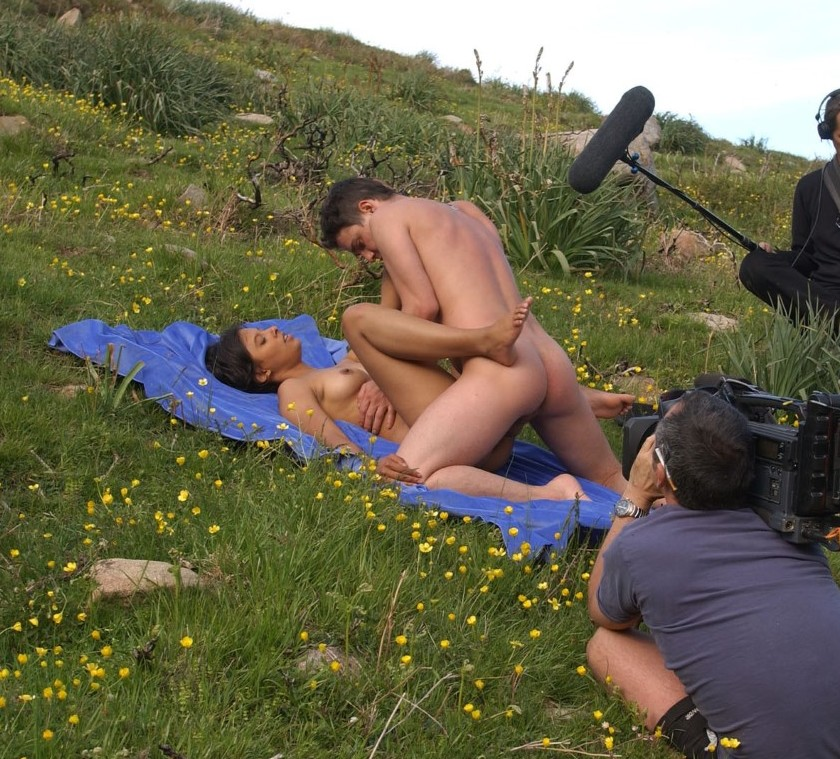
フランスのポルノ映画"Inkorrekt(e)s"における青姦場面の撮影

青姦（あおかん）とは、屋外での性行為である。

## 概要

### 基本概念
屋外での性行為を指す意味であり、「青」は青空を指しているが、夜に行っても青姦という。
その際に行う性行為については基本的に和姦を指しており、強姦は含まれない。
語源についてはいくつか説があるので、併記する。
- 青空の下での姦淫の略。
- 屋根が無いことを「青天井」と呼んでいた名残から、青天井下での姦淫の略。
- 唐代の沈既済の小説『枕中記』に登場する「邯鄲の夢の枕」から枕の隠語として「邯鄲」が用いられた上に青空か青天井が加わり、「青邯」になったというもの[1]。

住宅事情の悪かった時代においては、家族の目を避けるために屋外の（当然人目につきにくい場での）性交は普通に行われていた。

### 隠語
1990年代には、路上や公園で生活するホームレスの自称として「アオカン」「アオカン者」が用いられた。見津毅が『社会新報』1994年4月18日号に寄稿した記事「『おかげさまで人が死にました』」の末尾には、「文中で使用している『アオカン者』とは、いわゆる『路上生活者』のあいだで自らに対して通常用いられている隠語です。この言葉のほんらいの意味には諸説あり、『青空姦淫』などの意味も含まれるとされています。しかし可能な限り当事者の視点で考えたいとの意図から、この言葉を使用しました。」との断り書きがある。